# Nörd-Mörön
Nörd-Mörön is een Zweeds eiland behorend tot de Pite-archipel. Het eiland bestaat uit twee voormalige eilanden die aan elkaar gegroeid zijn, Möröskäret en Nörd-Mörön; ze worden verbonden door een zandvlakte Mörösanden. Op het hoofdeiland is geen bebouwing, maar op het Möröskäret staan enige zomerhuisjes.